# Tetramesa aristidae
Tetramesa aristidae är en stekelart som först beskrevs av Jean Risbec 1951.  Tetramesa aristidae ingår i släktet Tetramesa och familjen kragglanssteklar. Inga underarter finns listade i Catalogue of Life.